# Medalha William Prager
A Medalha William Prager da Society of Engineering Science é concedida desde 1983, por trabalho de destaque na mecânica dos corpos sólidos teórica ou experimental. Homenageia William Prager, sendo dotada com 2000 dólares.

## Agraciados
- 1983 Daniel Drucker
- 1986 Rodney James Clifton
- 1988 James Robert Rice
- 1989 Richard Monson Christensen
- 1991 John W. Hutchinson
- 1994 George J. Dvorak
- 1996 Zdeněk Bažant
- 1998 John Raymond Willis
- 1999 Kenneth Langstreth Johnson
- 2000 Lambert Freund
- 2001 Jan Achenbach
- 2002 Sia Nemat-Nasser
- 2004 Salvatore Torquato
- 2006 Alan Needleman
- 2007 Graeme Milton
- 2008 Richard James
- 2009 Alan Wineman
- 2010 Raymond Ogden
- 2011 Ted Belytschko
- 2012 Zhigang Suo
- 2013 George Weng[1][2]
- 2014 Robert McMeeking[3]
- 2015 Huajian Gao[4]
- 2016 J. N. Reddy[5]
- 2017 Yonggang Huang[6]
- 2018 Lallit Anand[7]